# Hypena aenescens
Hypena aenescens är en fjärilsart som beskrevs av George Francis Hampson 1907. Hypena aenescens ingår i släktet Hypena och familjen nattflyn. Inga underarter finns listade i Catalogue of Life.